# La Fillette au braisier
La Fillette au braisier est un tableau du peintre lorrain Georges de La Tour réalisé vers 1646-1648. Cette huile sur toile est un portrait qui représente en clair-obscur une fillette aperçue de profil soufflant sur les braises d'un brasero. L'œuvre est conservée au Louvre Abou Dabi, aux Émirats arabes unis, depuis son acquisition en 2020 chez Lempertz, à Cologne.

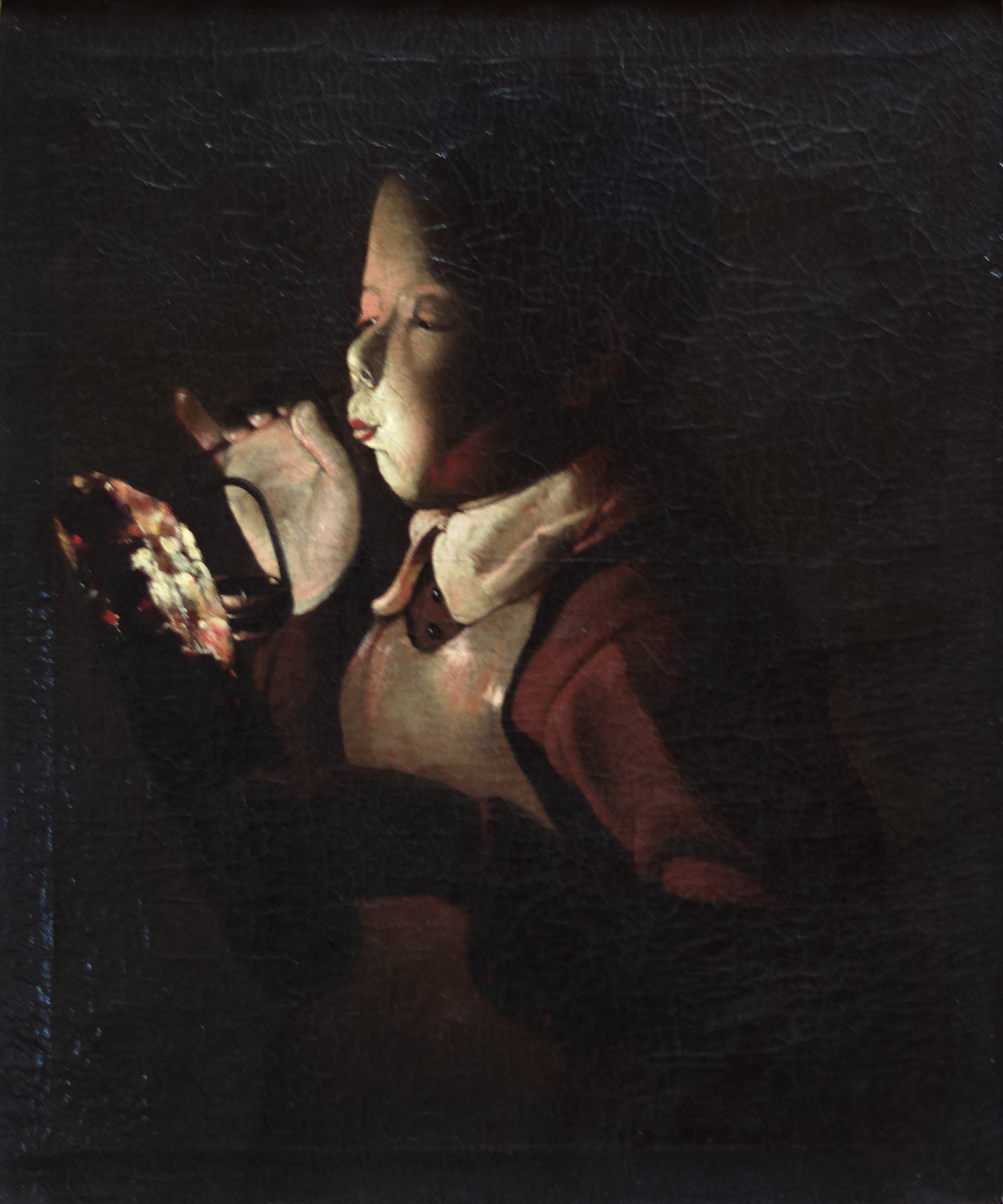
Le Souffleur à la lampe, vers 1640 – Musée des Beaux-Arts de Dijon.
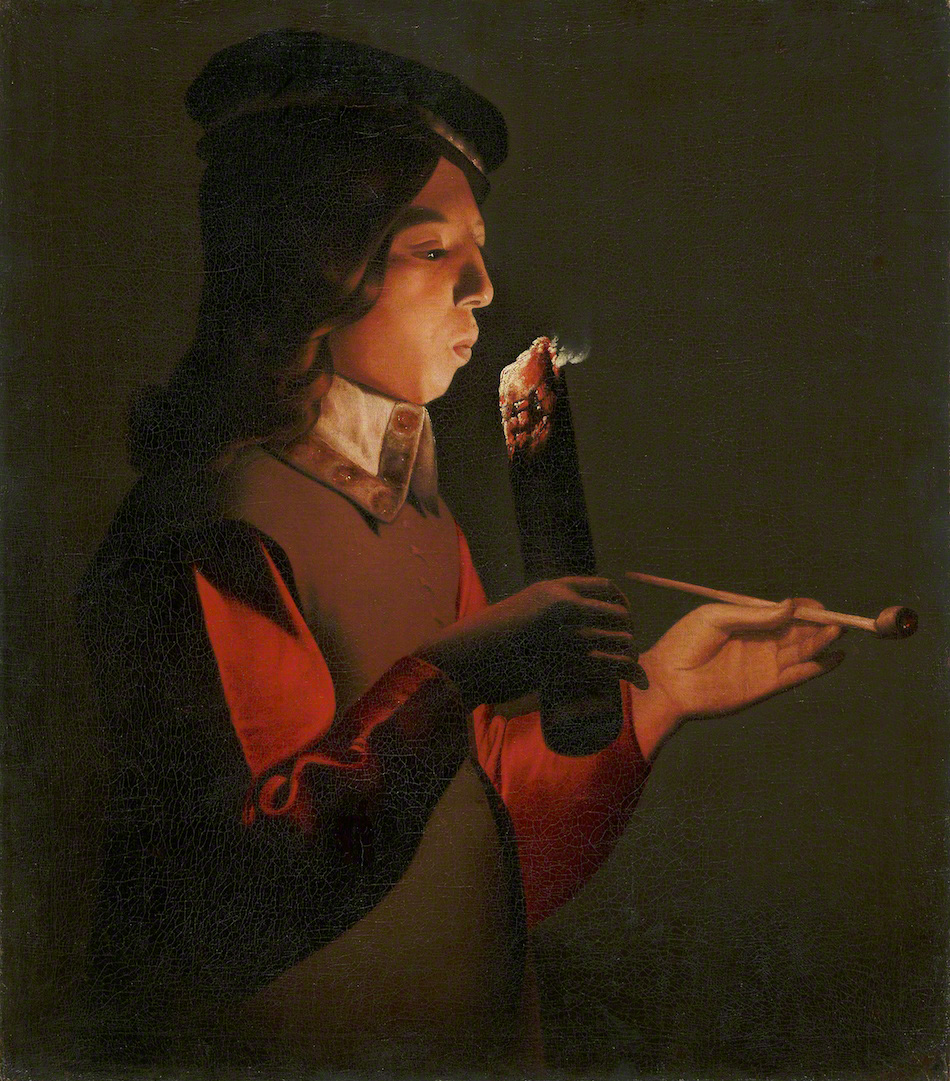
Le Souffleur à la pipe, 1646 – Musée d'Art Fuji de Tokyo, Tokyo.